# アナトリー・フィリプチェンコ
アナトリー・ヴァシーリエヴィッチ・フィリプチェンコ（ロシア語: Анатолий Васильевич Филипченко, ラテン文字転写: Anatolii Vasil'evich Filipchenko、1928年2月26日 - 2022年8月7日）は、ウクライナ系のソビエト連邦の宇宙飛行士。

## 経歴
1961年にモニノ（Monino）の空軍軍事学校を卒業。
1963年1月8日に宇宙飛行士に選抜され、ソユーズ7号とソユーズ16号にコマンダーとして搭乗した。
1982年1月26日に引退した後、ハルキウの設計局の副局長となる。